# Аганов Сергій Христофорович
Сергій Христофорович Аганов (Оганян) (вірм. Սարգիս Քրիստոփորի Օհանյան, 22 травня (4 червня) 1917, Астрахань — 1 лютого 1996, Москва) — радянський воєначальник, маршал інженерних військ (1980).

## Біографія

### Ранні роки
Зазвичай вказується, що за національністю С. Х. Аганов росіянин, але після 1990 року у вірменській літературі часто вказується, що він вірменин (Оганян). Його дід переїхав в Астрахань з Нагірного Карабаху. Після закінчення середньої школи працював на Московському електрокомбінате, був бригадиром складальної бригади. У Червоній Армії з 1938 року. Закінчив Московське військово-інженерне училище в 1940 році. Брав участь в боях радянсько-фінської війни на посаді командира саперного взводу. З березня 1940 командував саперною ротою, потім був начальником школи молодших командирів саперної бригади Ленінградського військового округу.

### Друга світова війна
У Другій світовій війні брав участь з червня 1941 року. Командував саперної ротою, з жовтня 1941 року — ад'ютант старший (за сучасною термінологією відповідає посаді начальника штабу) саперного батальйону, з лютого 1942 року — заступник командира мотоінженерного батальйону, з квітня 1942 року — помічник начальника штабу інженерних військ 54-ї армії. Воював на Ленінградському і Волховському фронтах.
У листопаді 1942 року відкликаний з фронту для подальшої служби в штабі інженерних військ РККА. Служив помічником, потім старшим помічником начальника оперативного відділу. У складі групи представників Ставки Верховного Головнокомандування неодноразово виїжджав в діючу армію. Надавав допомогу військам в організації інженерного забезпечення операцій на Південно-Західному, Брянському, Воронезькому, 3-му Білоруському, 1-му Прибалтійському і 2-м Прибалтійському фронтах. Член ВКП (б) з 1942 року.

### Післявоєнний час
Після війни продовжував службу в штабі інженерних військ Радянської Армії, був старшим офіцером відділу. У 1950 році закінчив Військову академію імені М. В. Фрунзе. З 1951 року — заступник начальника відділу, з січня 1952 року — начальник відділу штабу інженерних військ Радянської Армії. У 1955 році закінчив Вищу військову академію імені К. Є. Ворошилова.
З листопада 1955 року служив у військах — начальник інженерних військ 8-ї гвардійської армії в Групі радянських військ у Німеччині. Потім переведений на викладацьку роботу і в серпні 1960 був призначений старшим викладачем, а в грудні 1963 році — заступником начальника кафедри Військової академії Генерального штабу. З січня 1967 року — начальник інженерних військ Групи радянських військ у Німеччині. З січня 1970 року — заступник начальника інженерних військ Міністерства оборони СРСР. З квітня 1974 року — начальник Військово-інженерної академії імені В. Куйбишева.
З березня 1975 року — начальник інженерних військ Міністерства оборони СРСР. Приділяв велику увагу поліпшенню організаційної структури інженерних військ і їх технічного оснащення, виробленню ефективних способів інженерного забезпечення бойових дій військ, підготовці інженерних кадрів. Вніс великий внесок в організацію та здійснення заходів щодо ліквідації наслідків аварії на Чорнобильській АЕС. Генерал-полковник інженерних військ (25.04.1975). Військове звання маршал інженерних військ присвоєно 7 травня 1980 року.
З березня 1987 року — в Групі генеральних інспекторів Міністерства оборони СРСР.
З 1992 року — у відставці. Жив в Москві. Похований на Троєкуровському кладовищі.
12 грудня 2017 року у Вірменії вийшла поштова марка, присвячена темі «100-річчя від дня народження маршала інженерних військ СРСР Сергія Аганова».

## Нагороди
- Орден Леніна
- Орден Червоного Прапора
- Орден Кутузова 1-го ступеня (198?)
- Орден Вітчизняної війни 2-го ступеня і 1-го ступеня
- Два ордена Червоної Зірки
- Орден «За службу Батьківщині в Збройних Силах СРСР» 3-го ступеня
- Численні медалі СРСР
- Нагороди іноземних держав
- Державна премія СРСР (1981)